# Urpo Leppänen

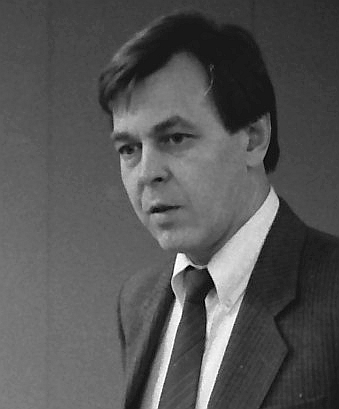
Urpo Leppänen (1984)

Urpo Olavi Leppänen (* 10. Februar 1944 in Polvijärvi, Nordkarelien; † 14. März 2010 in Forssa) war ein finnischer Politiker.

## Biografie
Nach dem Schulbesuch studierte er Politikwissenschaft an der Universität Helsinki und schloss dort mit einem Magister ab. Nach einer Tätigkeit als Sozialwissenschaftler begann er Ende der 1960er Jahre seine politische Laufbahn in der Finnischen Agrarpartei (Suomen maaseudun puolue (SMP)). Dort war er während der 1970er Jahre zunächst Parteisekretär und später Chefredakteur der Parteizeitung Suomen Uutiset. 1979 wurde er als Kandidat der SMP erstmals zum Mitglied des Finnischen Parlaments (Eduskunta) gewählt und vertrat dort den Wahlkreis Kymmene.
Im Mai 1983 wurde er von Ministerpräsident Kalevi Sorsa zum Arbeitsminister (Työvoimaministeri) in dessen 4. Kabinett berufen. Dieses Amt bekleidete er bis zum Ende von Sorsas Amtszeit im April 1987. Während seiner Amtszeit kam es zur Verabschiedung des Lex Leppänen, das vorsah, dass die kommunalen Behörden den Arbeitslosen nach einer gewissen Zeit eine Arbeitsstelle anbieten sollten. Da in den 1990er Jahren die Arbeitslosigkeit stieg, wurde dieses System jedoch wegen der hohen Kosten wieder abgeschafft.
Nachdem es 1989 zu einer Meinungsverschiedenheit zwischen ihm und Pekka Vennamo, dem Vorsitzenden der SMP, kam, trat er aus der SMP aus und war zunächst bis 1990 als Parteiloser Mitglied des Parlaments. Danach war er bis 1991 als Mitglied der Liberalen Partei Mitglied des Parlaments.
Bei den Parlamentswahlen von 2007 kandidierte Leppänen ohne Erfolg im Wahlkreis Nordkarelien für die rechtspopulistischen Basisfinnen, eine Nachfolgepartei der SMP. Während seiner letzten Lebensjahre war er Mitglied des Gemeinderates von Forssa.